# Nördliche Ägäis
Als Nördliche Ägäis (griechisch Βόρειο Αιγαίο Vorio Egeo [ˈvɔrjɔ ɛˈʝɛɔ]) wird eine der 13 Regionen Griechenlands bezeichnet, die 1987 eingerichtet wurden und sich seit 2011 selbst verwalten. Sie umfasst zahlreiche Inseln, die sich über rund 300 Kilometer vor der türkischen Westküste in Nord-Süd-Richtung erstrecken und unter geografischen Gesichtspunkten zu den Nordägäischen und Ostägäischen Inseln sowie zu den Südlichen Sporaden zählen. Ihr Gebiet ist seit der Umsetzung des Londoner Vertrags 1913 Teil Griechenlands. Ihre Fläche (Platz 11 unter den Regionen) ist etwas größer als die Attikas, mit knapp 200.000 Einwohnern ist sie die bevölkerungsärmste griechische Region. Zu ihr gehören mit Lesbos, Chios, Samos und Limnos vier der zehn größten griechischen Inseln. Die Hauptstadt ist Mytilini auf Lesbos.

## Regionalbezirke und Gemeinden
Die Region Nördliche Ägäis gliedert sich in fünf Regionalbezirke. Proportional zu deren Einwohnerzahl entsenden sie eine bestimmte Anzahl Abgeordneter in den 35-köpfigen Regionalrat.
| Regionalbezirk  | Einwohner 2011 | Einwohner 2021 | Sitze | Gemeinden                     |
| --------------- | -------------- | -------------- | ----- | ----------------------------- |
| Lesbos          | 86.436         | 83.755         | 15    | Dytiki Lesvos, Mytilini       |
| Limnos          | 17.262         | 16.668         | 3     | Agios Efstratios, Limnos      |
| Chios           | 52.674         | 51.692         | 9     | Chios, Inousses, Psara        |
| Samos           | 32.977         | 32.642         | 6     | Anatoliki Samos, Dytiki Samos |
| Ikaria          | 9.882          | 10.186         | 2     | Fourni, Ikaria                |
| Nördliche Ägäis | 199.231        | 194.943        | 35    |                               |

## Wirtschaft
Im Jahr 2017 betrug die Arbeitslosenquote 22,5 %.